# Šlomo Lavi
Šlomo Lavi (hebrejsky: שלמה לביא, rodným jménem Šlomo Levkovič, 1882 – 23. července 1963) byl sionistický aktivista, izraelský politik a poslanec Knesetu za stranu Mapaj.

## Biografie
Narodil se ve městě Płońsk v tehdejší Ruské říši (dnes Polsko). Získal náboženské vzdělání. V roce 1905 přesídlil do dnešního Izraele. Zde pracoval jako zemědělský a stavební dělník. Patřil mezi iniciátory vzniku velkých komunitně organizovaných vesnických osad, kibuců (na rozdíl od původních menších komun typu kvuca) a roku 1921 spoluzakládal kibuc Ejn Charod. Byl aktivní v židovských jednotkách Hagana. Během druhé světové války ve věku 60 let vstoupil do britské armády.

## Politická dráha
Spolu s rodákem ze stejného města, Davidem Ben Gurionem, byl členem sionistické organizace Ezra. V roce 1905 se účastnil založení organizace ha-Po'el ha-cair a byl u zrodu vojenské organizace ha-Šomer. Patřil také mezi zakladatele odborové centrály Histadrut. Připojil se k straně Achdut ha-avoda, později se angažoval ve straně Mapaj. Po rozkolu v organizaci ha-Kibuc ha-me'uchad se stal jedním z předáků svazu Ichud ha-kvucot ve-ha-kibucim.
V izraelském parlamentu zasedl už po volbách v roce 1949, kdy kandidoval za Mapaj. Byl členem výboru pro ekonomické záležitosti. Mandát obhájil i ve volbách v roce 1951, kdy opět kandidoval za Mapaj. Byl i nadále členem parlamentního výboru pro ekonomické záležitosti.